# John Fleming
John Fleming fue un religioso, zoólogo, botánico, climatólogo y geólogo escocés (10 de enero de 1785, Bathgate Linlithgowshire - 18 de noviembre de 1857, Edimburgo).
Luego de sus estudios en la Universidad de Edimburgo en 1805, se consagra pastor al año siguiente y trabaja en la Parroquia de Bressay en Escocia. Recibe la ordenación en 1808.
De 1808 a 1834, asiste a diversas parroquias escocesas. En 1808, participa en la fundación de una sociedad científica de Historia natural, la "Wernerian Society".
John Fleming es electo miembro de la Royal Society el 25 de febrero de 1813. En 1814, obtiene el doctorado en Teología en la Universidad de St. Andrews. Ese mismo año, es electo miembro de la Royal Society de Edimburgo.
En 1822, pública sus Philosophy of Zoology.
En 1824, debuta con la célebre controversia que le opone el geólogo William Buckland (1784-1856) sobre la naturaleza de la creación tal como se describe en la Biblia.
En 1828, publica su History of British Animals. Esa obra trata no solamente de las especies actuales sino igualmente de las especies fósiles. Explica la presencia de ellos por los cambios climáticos: las especies desaparecidas y las supervivientes lo hacen si las condiciones climáticas les son favorables. Esas teorías contribuyeron al avance de la Biogeografía, y ejercieron una cierta influencia sobre Charles Darwin (1809-1882).
Obtiene la cátedra de Filosofía natural en la Universidad y Colegio del Rey de Aberdeen en 1834, y en 1845, enseña Historia natural en el New College de Edimburgo.
En 1851 ve la aparición su Temperature of the Seasons.

## Algunas publicaciones
- 1821. Insecta. En: Supplement to the fourth, fifth and sixth editions of the Encyclopaedia Britannica, with preliminary dissertations on the history of the sciences
- 1828. A history of British animals, exhibiting the descriptive characters and systematical arrangement of the genera and species of quadrupeds, birds, reptiles, fishes, mollusca, and radiata of the United Kingdom; including the indigenous, extirpated, and extinct kinds, together with periodical and occasional visitants. Edimburgo : i–xxiii + 1–565

- La abreviatura «Fleming» se emplea para indicar a John Fleming como autoridad en la descripción y clasificación científica de los vegetales.[1]

## Abreviatura (zoología)
La abreviatura Fleming  se emplea para indicar a John Fleming como autoridad en la descripción y taxonomía en zoología.